# Циліндр Фарадея

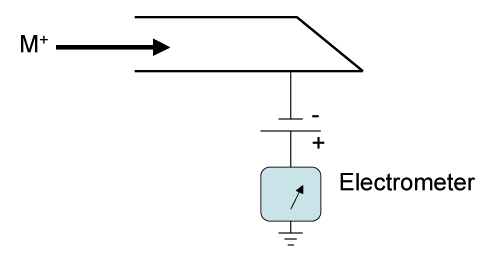
Принцип роботи циліндра Фарадея

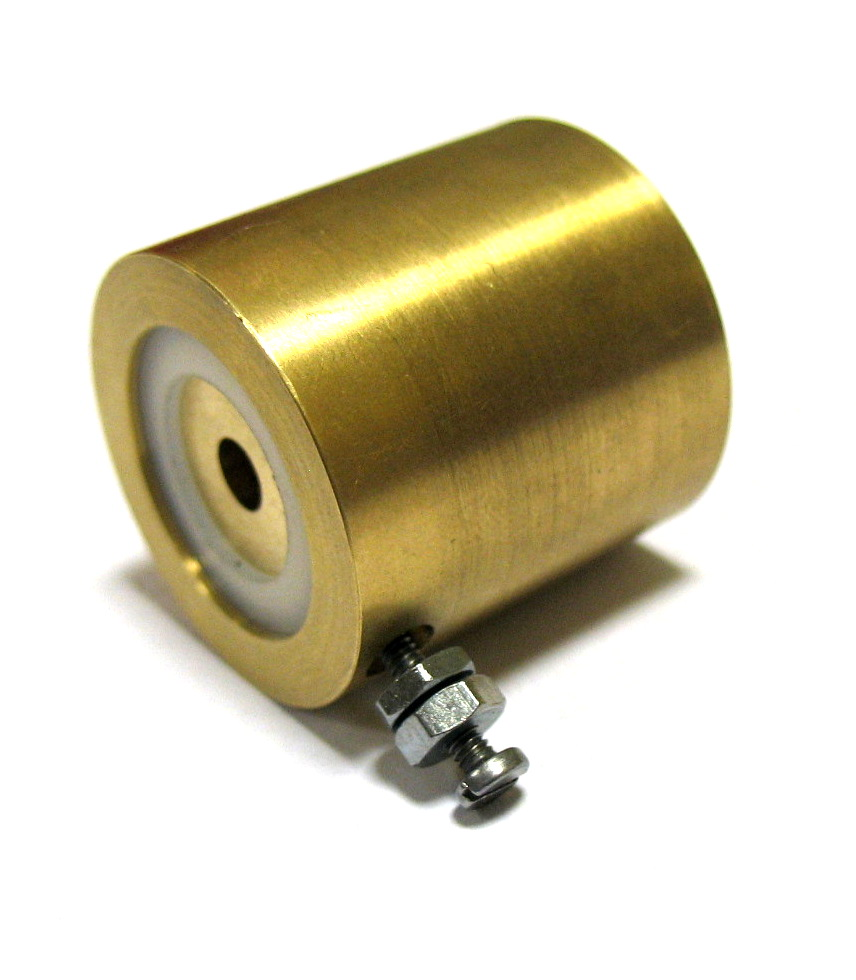
Циліндр Фарадея

Цилі́ндр Фараде́я — пристрій для визначення повного електричного заряду й інтенсивності пучка частинок. Названий на честь англійського фізика Майкла Фарадея.
Пристрій виготовляють із масивного провідника, який може мати будь-яку форму, не обов'язково циліндричну, важливо лише, щоб товщини матеріалу вистачило для повного поглинання частинок пучка. Циліндр установлюють у вакуумі. Під час вимірювання на нього виводиться пучок частинок і вимірюється заряд, що стікає, з точністю до похибок вимірювання рівний заряду поглиненого пучка. Похибки вимірювання пов'язані з розсіюванням деяких частинок пучка на великі кути за межі циліндра, а також зі вторинною емісією електронів. Циліндр Фарадея широко застосовують на різних типах прискорювачів, переважно на етапах запуску і налагодження, а також для калібрування інших пристроїв, оскільки належить до руйнівних методів діагностики.